# Taking a Chance on Love (chanson)
Taking a Chance on Love est une chanson de la comédie musicale de Broadway Un petit coin aux cieux (1940). C’est également un standard de jazz.
La chanson a été écrite par Vernon Duke avec des paroles de John La Touche et Ted Fetter.